# Phytotoma rara
La rara (en Argentina y Chile) (Phytotoma rara), también denominada cortarramas chileno, cortaplantas chileno, cade, care o cantri, es una especie de ave paseriforme de la familia Cotingidae perteneciente al género Phytotoma. Es nativa del suroeste de América del Sur.

## Distribución y hábitat

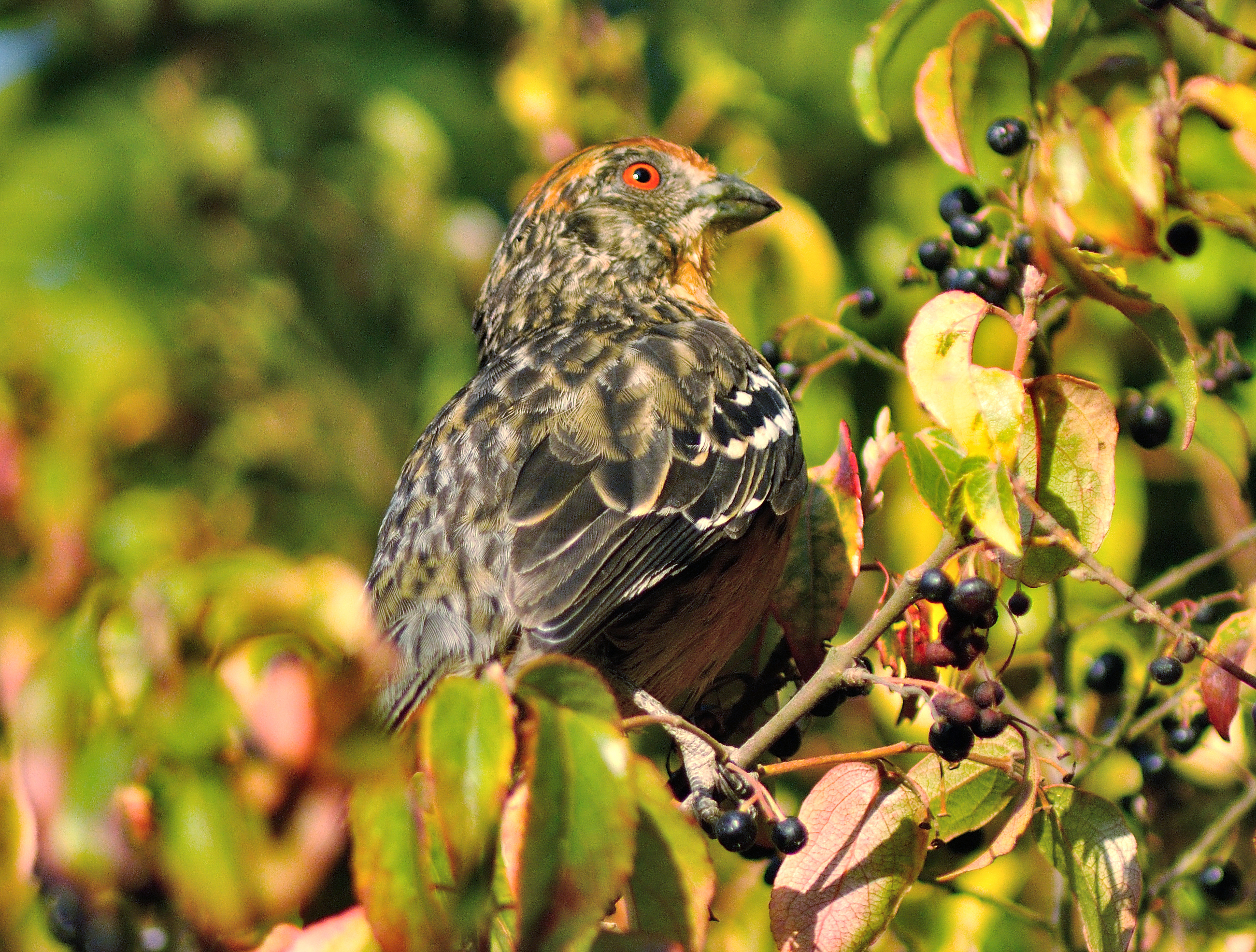
Rara macho sobre arbusto de Aristotelia chilensis

En Chile se distribuye desde el sur de la región de Atacama (al sur desde Vallenar) hasta la región de Magallanes; en Argentina habita la zona suroeste del país, desde Neuquén hasta Tierra del Fuego. Es considerada accidental en las Islas Malvinas, Islas Georgias del Sur y Sandwich del Sur.
Esta especie es considerada bastante común en valles, bosques bajos y matorrales, tanto en Chile como en Argentina. Son a menudo vistos en los jardines, huertos y tierras de cultivo, hasta los 2300 m de altitud; a veces se considera una especie dañina para la agricultura.

## Descripción
Mide unos 18-20 cm de longitud. El color rufo de la zona delantera, y la banda blanca ancha de las alas en el macho lo destacan a simple vista y lo hacen inconfundible, contrastando con el plumaje más apagado de la hembra, de tonos parduscos. Posee dimorfismo sexual, donde el macho posee el pecho y la frente rojizas, alas negras con franjas blancas, mientras que la hembra posee tonos grises.

## Comportamiento

### Alimentación
En la mañana baja a los pastos a buscar su alimento. Su dieta es variada y consiste de hojas, frutos, flores e insectos. Se le suele ver cortando hojas del césped o de plantas de suelo.

### Reproducción
El nido lo hace a base de fibras de raíces y ramas gruesas al exterior y ramitas finas en el interior. La postura que comienza en octubre suele ser de dos a cuatro huevos de color verde azulado claro con algunas manchitas negruzcas hacia el polo obtuso.

### Vocalización
Su llamado, distintivo, es un nasal y gutural «r-r-r-r-a-ra-raah» —de donde proviene su nombre común y científico—), que comienza lentamente y es más tartamudeado que los llamados de sus congéneres.

## Sistemática

### Descripción original
La especie P. rara fue descrita originalmente por el naturalista ítalo – chileno Juan Ignacio Molina en el año 1782, bajo el mismo nombre científico. Su localidad tipo es: «Chile».

### Etimología
El nombre genérico femenino «Phytotoma» se compone de las palabras del griego «phuton» que significa ‘planta’, y «tomos» que significa ‘cortar’; y el nombre de la especie «rara», es onomatopéyico en relación con el canto de la misma y no una derivación del latín «rarus» que significa ‘raro’.

### Taxonomía
El género Phytotoma fue considerado como constituyendo una familia separada —Phytotomidae— de afinidades inciertas. También se lo situó como una subfamilia dentro de Tyrannidae. Análisis genéticos, sin embargo, indica una estrecha relación con miembros de Cotingidae. Está hermanada con el par formado por Phytotoma rutila y P. raimondii. Es monotípica.